# UTC+11:00

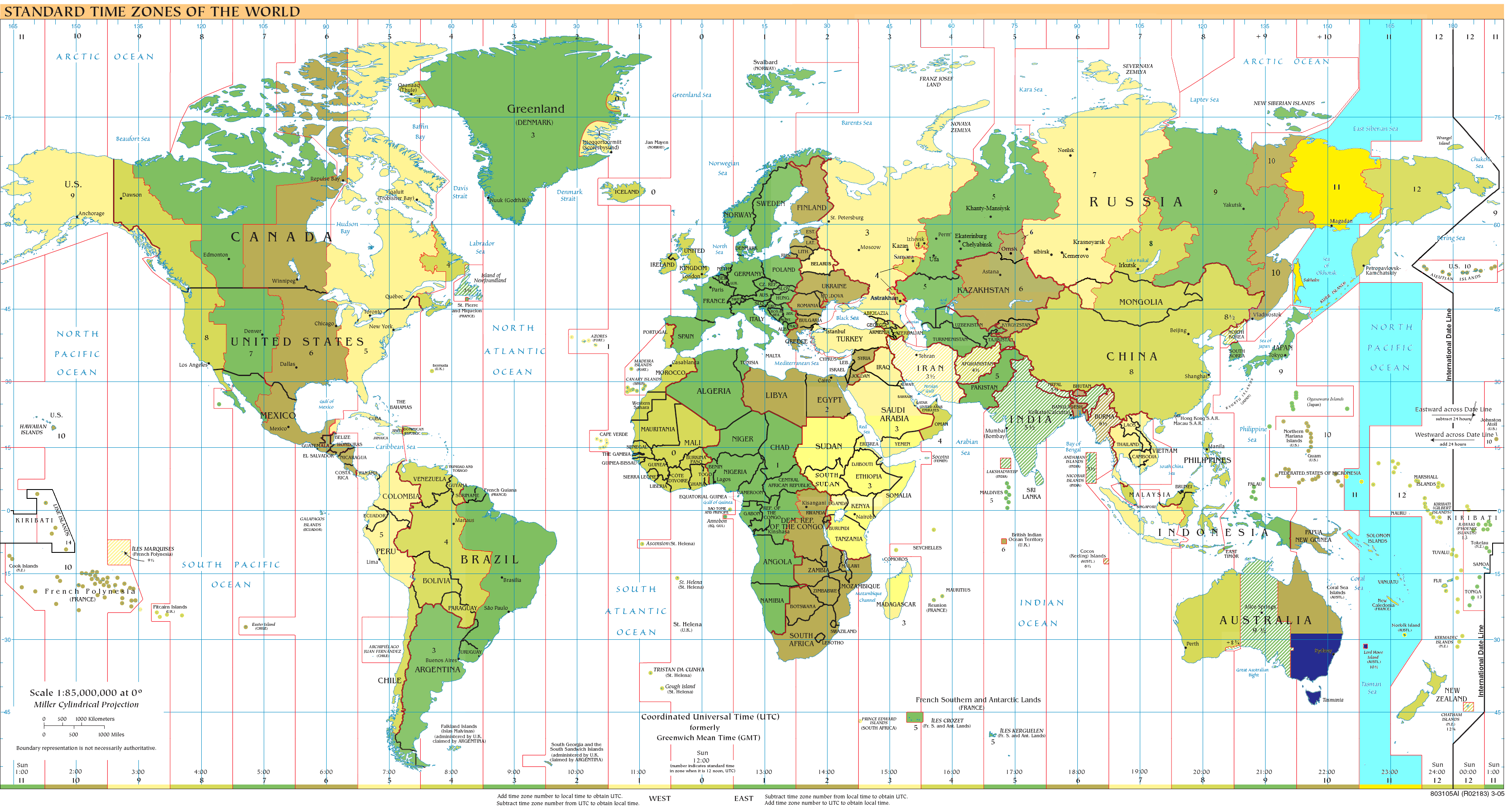
UTC+11:00

UTC+11:00 (L – Lima) – strefa czasowa, odpowiadająca czasowi słonecznemu południka 165°E.
W strefie znajduje się m.in. Numea i Sriedniekołymsk.

## Strefa całoroczna
Australia i Oceania:
- Mikronezja (stany Kosrae i Pohnpei)
- Nowa Kaledonia
- Vanuatu
- Wyspy Salomona

Azja:
- Rosja (wschodnia Jakucja, północne Wyspy Kurylskie)

## Czas letni na półkuli południowej
Australia i Oceania:
- Australia (Australijskie Terytorium Stołeczne oraz stany Nowa Południowa Walia (bez miasta Broken Hill), Tasmania i Wiktoria)